# Татари-липки
Татари-липки (біл. ліпкі; пол. lipki, крим. lipka tatarları) або литовські татари (біл. літоўскія татары, лит. Lietuvos totoriai; пол. tatarzy litewscy) — тюркське населення Речі Посполитої (передусім Великого князівства Литовського), що з 14—15 століттях живе на землях сучасних Литви, Білорусі, України та Польщі. В сучасній термінології трапляються також варіанти білоруські татари, польські татари та західні татари.
Липки походили переважно з Кримського ханства, але були також і з інших районів Золотої Орди. Це були знать та воїни на службі у литовських князів та польських королів; з часом всі вони отримали статус шляхти без політичних прав. Вже до 16 століття липки втратили тюркську мову, зберігши іслам. З ними пов'язане таке явище як кітаби — мусульманські книги, написані старобілоруською мовою в арабському письмі. 
Сьогодні нащадки литовських татар компактно проживають на білоруській Гродненщині, польському Підляшші та навколо литовського Вільнюса.
Литовські татари, що походили з Кримського ханства, вважаються частиною кримськотатарського народу.

## Назва
Термін «литовські татари» з'явився в 15-16 ст. серед кримських татар та турків-османів. Вони викривили цю назву на «липка татарлар» від слів «Литва» та «татари». У ярликах кримських ханів польським королям у 16 столітті татари, що жили на землях Великого князівства Литовського, також згадуються як «липка татарлар». Таким чином, у польських та литовських джерелах народ називали «литовські татари», а в тюркських — «липки». Згодом термін «липка» перейшов до польської, української та білоруської мов і вживався на одному рівні з «литовські татари».

## Історія
Польський історик Мацей Стрийковський у своїй «хроніці» пише, що перші татари у Великому князівстві Литовському з’явилися в 1320 р., коли прийшли на допомогу великому князю литовському Гедиміну в боротьбі зі хрестоносцями.
Історик татарського походження Станіслав Кричинський стверджує, що татари як союзники приходили до Литви і в часи правління великих князів Ольгерда (лит. Альгірдас) і Кейстута (лит. Кястутис), які воювали з Орденом хрестоносців, Польщею та Москвою. Він робить висновок, що татарські загони, що були в союзі з литовськими князями, тоді могли оселитися біля литовських міст і замків.
Неодноразово у військових походах великого князя Ольгерда підтримувала татарська кіннота хана Джанібека (помер у 1356 р.). Військо хана могло брати участь і в походах литовських князів на польські землі у 1350 та 1352 рр. Військові союзи з татарами проти Москви укладав і великий князь литовський Владислав II Ягайло (лит. Jogaila), згодом король Польщі. З цієї причини до Литви прибували все нові татарські загони.
Після поразки Тамерлану притулок у Литві знайшов хан Тохтамиш із синами, залишками свого війська, царедворцями та челяддю. Ймовірно, хана супроводжувало 40-тисячне військо, його прибічники та їх родини. Щоб розташувати таку велику кількість прибулих, Великий князь Вітовт (лит. Vytautas) для хана та його світи віддав у володіння Лідський замок та околиці міста Ліди.
Перші татарські поселення в Литві з’явилися біля ріки Вакі (суч. Воке) – Сорок Татар (первісно – Кірк), Казаклари, Колнолари, Мерешляни, Мелеховці, Хазбієвічі (Казбеї), пізніше – Людвиново, Афіндзевічі. Якщо дивитись за мапою, татари були поселені півколом між новою столицею князівства – містом Вільнюсом і старою – Тракаєм.
Ці поселення з’явилися також і внаслідок походу Великого князя Вітовта за Дон, який був спрямований проти улусів, ворожих союзнику Вітовта хану Тохтамишу. В них осіли й полонені татари, яких привів із собою князь Вітовт (5). Татари також були поселені в передмісті Вільнюса, пізніше названому Татарськими Лукішками, де купчасто жили декілька століть, аж до кінця Другої Світової війни.
Згодом географія розселення татар у Литві розширилася – вони оселилися в Райжяй, Високому Дворі (лит. Aukštadvaris), Бутримонісі, Свентянах (лит. Švenčionys), Засарай, Солечниках (лит. Šalčininkai), Каунасі та інших населених пунктах.
Група литовських татар поступово формується наприкінці XIV – на початку XV століть. Це татари, що осіли в Великому князівстві Литовському, вступили на службу та були пожалувані землею. Як всі люди на службі, вони були зобов’язані ходити на війну.
Татарам у Великому князівстві Литовському була забезпечена свобода віросповідання. Вони мали можливість будувати мечеті та інші молитовні будинки. Зазвичай мечеті будувалися з дерева та згодом почали походити на місцеві храми.
Служилим татарам було дозволено володіти кріпаками. Спочатку, можливо, великими князями заохочувалися змішані шлюби татар із місцевими жінками. Зазвичай, у таких шлюбах діти виховувалися мусульманами.
В Литві осіла велика кількість царевичів (солтанів) – синів і братів повалених ханів, а також князів, уланів, мурз, беїв, багато з яких були чингізидами. Татарська знать, що прийшла до Литви, отримувала великі земельні наділи. Але основну масу переселенців складали прості воїни.
Союз, укладений між ханом Тохтамишем і князем Вітовтом, є унікальним: повалений хан Золотої Орди зобов’язався допомогти великому князю Литовському в боротьбі проти хрестоносців. У свою чергу, Вітовт зобов’язався допомогти Тохтамишу повернути трон Золотої Орди.
Група татар, що осіла у Великому князівстві Литовському, литовськими татарами називається в конституціях Сеймів Речі Посполитої та в судових актах. Про литовських татар у хроніках пишуть Ян Длугош, Марцін Кромер, Марцін Бельський, Рейнгольд Гейденштейн, Мацєй Стрийковський, у памфлетах (Петро Чижевський), описах гербів (Бартош Папроцький).
Татари, що осіли в Литві та Польщі, аж до XVII століття служили в родових хорунгах або стягах. На службу вони прибували за вимогою великого князя або короля. Татарськими хорунгами керували хорунжі або маршалки.
Нараховувалося шість родів, що відігравали головну роль у житті литовсько-польських татар: Юшини (Хушини, Уйшуни), Наймани, Барини, Улани, Кондрати (Конграти), Ялоїри (Джалаїри). Хорунжества, очолювані ними, були приписані до окремих воєводств: Юшинське – до Трокського воєводства, Найманське – до Виленського, Баринське до Новогрудського, Уланське – до Гродненського та Ошмянського повітів.
Велика кількість татар Кондрацького хорунжества Мерешлянського стягу мешкали в околиці Мерешляни на Ваці в Віленському воєводстві. Всі перераховані хорунжества до литовського війська виставляли належну кількість вершників із конями та озброєнням.
Ординські феоди прибували до Литви зі своїми людьми, серед них певною мірою зберігалися колишні ієрархічні стосунки (12). Але поступово татарська знать зрівнялася в правах з рештою татар, що отримали земельні пожалування від великих князів. Вони також домоглися рівного з шляхтою права на захист своїх майнових прав. З XVI століття всі служилі татари користувалися однаковими правами.
Власне в Королівстві Польському татари поселені в 1679 р. королем Яном ІІІ Собеським поблизу Сокулки та Кринек у Бохониках, Крушинянах і Малавичах Гурних (13). Дерев’яні мечеті литовсько-польських татар досі зберіглися в Бохониках і Крушинянах.
Було декілька хвиль переселення татар до Великого князівства Литовського. Як уже зазначалося вище, перші татари, що прибули до Литви, були прихильниками хана Тохтамиша. Географія їх мешкання в Орді, скоріш за все, була вельми великою.
Крім того, Вітовт привів цілі родини татар з-за Дону, яких розселив у знову створених татарських поселеннях біля ріки Ваки. Друга група переселенців-татар осіла в Литві, коли в Орді почалися смутні часи та хані на престолі нечасто затримувалися понад на рік.
Татари від своїх раніше осілих родичів знали, що литовські князі їх приймуть із гостинністю, тому цілими родами йшли до Литви, шукаючи тут спокій від вируючої подіями Орди. До початку XVI ст. до Литви здебільшого переселялися татари з Кримського ханства. Їх переселення до Великого князівства Литовського продовжувалося ціле століття, аж до початку XVII ст.
Через своє привілейоване положення татари стали частиною суспільства, з якого формувався шляхетський стан. Хоча вони ніколи не отримали повних політичних прав та не могли брати участь у Сеймах і виборах королів.
У XV та XVI століттях знані татари, що зберегли зв’язки при ханських дворах, знали татарську мову та арабську писемність, приймалися на службу до двора великих князів литовських. Вони обіймали посади «писарів татарських», «толмачів татарських». Часто з королівськими грамотами їх посилали до Орди або Кримського ханства, супроводжуючими королівських послів або для самостійного виконання дипломатичних місій.
До кінця XVI – початку XVII століть татарські родові хоругви втратили значення та литовські татари поступово перейшли на воїнську службу за платню з державної казни. Так з’явилася передня стража – предтеча литовських і польських прикордонних військ. Крім того, литовські татари аж до XVIII століття служили в приватних воїнських формуваннях литовських магнатів Радзивілів, Сапег, Яблоновських.
У першій половині XVIII століття татарський полк, яким командував полковник Олександр Улан, став іменуватися «полком пана Улана». Незабаром ця назва закріпилася як вид легкої кавалерії. Після смерті Олександра Улана полком командували генерали Чімбай Мурза Рудницький і Юзеф Бєляк. Однак і далі за полком зберіглася назва «полка пана Улана», або «уланського».
У 1740-1748 рр. полк брав участь у військових походах у Сілезії, Моравії, Чехії та Саксонії та під час Семирічної війни (1756-1763 рр.) став відомим у Європі. Польсько-литовських татар-уланів прославили особлива відвага у битвах, шапки-конфедератки та нова тактика – опір противнику сміливою атакою з використанням лише пік із прапорцями.
Незабаром цей вид кавалерії розповсюдився не тільки в армії Речі Посполитої, але й у російський, прусській, саксонській, австрійській, французькій арміях. Зброя уланів – піку з прапорцем – перейняла народна кавалерія, а в 1794 р. Т. Костюшко озброїв піками всіх повстанців-кавалеристів.
У часи Наполеона назва «улани» застосовувалася до всіх вершників, що були озброєні піками та носили форму, схожу на польську (15). Уланська кавалерія проіснувала з XVIII ст. до завершення Другої світової війни.
Татарські формування брали участь у всіх без винятку війнах Речі Посполитої, у повстанні Т. Костюшка 1794 р., де обороняли Вільно та Варшавську Прагу від військ Суворова. Поразка повстанців під час оборони Варшавської Праги 4 листопада 1794 р. визначила розпад Речі Посполитої, а водночас і Великого князівства Литовського. Литовсько-польські татари також брали участь у повстаннях 1831 та 1863-1864 рр. Повстанці-татари царським урядом часто позбавлялися звань і майна.
Литовські татари оселялися в містах, у «юридиках» – землях, вільних від міських повинностей, однак, як і раніше, продовжували нести військову службу і в такий спосіб підтверджували своє право на шляхетський стан. Багато татарських родин володіли родовими маєтками, у різні часи подарованими королями, або купували нові.
Фактично всі литовські татари, незалежно від походження та роду занять к XVIII століттю створили єдину станову групу та були частиною шляхти Речі Посполитої (16). Після приєднання Великого князівства Литовського та Королівства Польського до складу Російської імперії, вони були змушені доводити свою дворянську гідність. Майже всі дворянські роди литовських татар – трохи понад 200 родів – були визнані у «давній шляхетській гідності».
Дворянськими правами в Російській імперії користувалися всі литовські татари (18). Належність найбідніших литовських татар до дворянського стану давала їм можливість обирати цивільну або військову кар’єру. Серед литовських татар-генералів можемо зустріти не тільки представників багатих родів, але й родин, що зубожіли.
Після трьох розділів Речі Посполитої литовські татари продовжували займатися військовою справою. Служба в армії була головним заняттям для багатьох поколінь литовських татар. У 1797 р. був сформований Литовсько-татарський кінний полк у царській армії. Незабаром полк був розділений на два полки: Татарський кінний та Литовський кінний, згодом перейменовані на Татарський та Литовський уланські полки.
Під час походу Наполеона на Росію у 1812 р. у складі імператорської гвардії був сформований ескадрон із литовсько-польських татар. Формування брало участь у всіх кампаніях французького імператора, аж до його зречення від престолу та висилки на острів Ельба.
Офіцери – литовські татари мали високі моральні якості. З самого дитинства їх готували до військової служби. Із числа литовських татар у XVIII-XX ст. вийшло понад сорок генералів у різних арміях. Найвідоміші з них: генерали Юзеф Бєляк, Чімбай Мурза Рудницький, Іполит (Халіль) Янушевський, Яков Юзефович, Костянтин Кричинський, Мацей Сулькевич, Олександр Романович та інші.
На початку XIX ст. татари почали займати пости в адміністрації литовських і білоруських губерній. Деякі з литовських татар служили в Поволжі, Криму, на Кавказі в якості військових і цивільних службовців. Наприкінці XIX ст. з’являються литовські татари, що обрали «вільні професії». Окрім військової та цивільної служби серед литовських татар з’являються вчені, лікарі, юристи, інженери, письменники, поети.
Тим часом литовські татари, що мешкали на околицях , традиційно займалися городництвом, садівництвом, вичинкою шкур і шкіри, візництвом. Останнє навіть було монополізовано ними аж до появи залізниці. З давніх часів татарські ломові візники традиційно перевозили товари та вантажі на великі відстані – досягали Варшави, Мінська, Кракова, Познані, навіть Криму.
Татари-чинбарі завжди славилися якістю виробленої шкіри, яка була м’якою та міцною. На жаль, це ремесло практично щезає. Не менш відомими були й татарські городники, що торгували своєю продукцією на ринках Ковно (суч. Kaunas) та Вільно (суч. Vilnius).
Просвітник кримськотатарського народу Ісмаїл Гаспринський називав литовських татар найбільш просвіченою частиною татарського народу та ставив їх у приклад іншим мусульманам Російської імперії. За словами Гаспринського, литовські татари стояли на чолі тюркського мусульманства за культурою та освіченістю.
В молодості він приїздив у Вільно та Ковно, ходив по домівках литовських татар. Зберіглися свідоцтва (у тому числі, Леона Кричинського), що майбутній просвітник кримських татар та видавник «Терджімана» хотів одружитися з литовською татаркою Мількаманович. Але батько дівчини, майор царської армії, вирішив, що його донька гідна кращого нареченого та не погодився видати її за бідного журналіста. 
Після революції 1917 р. до Росії на допомогу своїм братам із сучасних Литви, Польщі та Білорусі до Криму прибули до двох тисяч найкращих представників литовсько-польських татар. Всі вони горіли бажанням допомогти кримським татарам відновити державність, втрачену в 1783 р. внаслідок приєднання Кримського ханства до Російської імперії Катериною ІІ. Серед них були генерал Мацей Сулькевич, Олександр Ахматович, брати Ольгерд і Леон Кричинський, генерал Олександр Мальковський та інші.
На румунському фронті, в Яссах, генерал Мацей Сулькевич сформував Мусульманський корпус, з яким поспішав на допомогу кримським татарам. На жаль, корпус був роззброєний німецьким командуванням. До Криму потрапила лише купка офіцерів, що супроводжували генерала Сулькевича.
Серед кримських татар побутувала легенда що з-під російського панування їх визволить татарин, який прийде з Півночі. Тому, коли до Криму прибув генерал Мацей Сулькевич, всі вважали, що це той самий татарин із Півночі, про якого каже легенда. Кримські татари його прозвали ніжно «Сулейман паша».
У кабінеті міністрів генерала Мацея Сулькевича, який був сформований 25 червня 1918 р., Олександр Ахматович отримав портфель міністра юстиції. Сам генерал Мацей Сулькевич очолив військове міністерство та міністерство внутрішніх справ. Після реорганізації уряду військове міністерство очолив польський татарин генерал Олександр Мильковський, міністерство державного майна – польський татарин Богушевич.
Значну роль під час формування армії незалежної Білорусі в 1919 р. відіграв інший литовський татарин полковник Гасан Конопацький, який був призначений командиром створюваної білоруської армії та пробув ним весь час існування Білоруської Народної Республіки.
Культура литовських татар досягла розквіту в Вільно в міжвоєнний період. Це місто до Другої світової війни стало провідним центром розповсюдження татарської культури в довоєнній Польщі та частково Литві. В Вільно оселилися головні татарські діячі, які ще на початку ХХ ст. у Санкт-Петербурзі організували гурток студентів-татар. Метою осередка був пошук матеріалів, що стосувалися історії татар Великого князівства Литовського та Королівства Польського.
Ці діячі після революції в Росії у 1918-1920 рр. брали активну участь у боротьбі за незалежність кримських татар та азербайджанців. Завдяки цим людям у Польщі виник потужний рух за культурне та релігійне відродження литовсько-польських татар.
Ініціатором руху були брати Леон і Ольгерд Кричинські. До нього пристали й інші видатні татарські інтелігенти: професор Віленського університету ім. С. Баторія Стефан Базаревський, юристи Олександр і Богдан Ахматовичі, генерал Олександр Романович.
На Всепольському з’їзді делегатів мусульманських громад, що відбувся в Вільно 29 грудня 1925 р., був створений муфтіят. Муфтієм був обраний орієнталіст, випускник Берлінського університету д-р Якуб Шинкевич. Муфтіят у довоєнній Польщі об’єднував більшість – 19 мусульманських громад литовсько-польських татар. Під час Другої світової війни муфтій Якуб Шинкевич врятував життя двохсот віленських інтелігентів.
У Білорусі загинула велика кількість цінніших татарських рукописів. Крім того, у 1964 р. була висаджена в повітря Мінська мечеть, а на її місці побудований ресторан при готелі «Ювілейний». Мінська мечеть була першою кам’яною мечеттю на території колишнього Великого князівства Литовського, яку татарська громада побудувала в 1902 р.
Татари, які до війни проживали в Литві, згуртувалися в три громади – Райжяйську, Каунаську та Вінкшнупську. У довоєнний період село Райжяй традиційно називалося Меккою литовських татар. Село оточують 13 старовинних татарських цвинтарів – мізарів. Мінбар, що стоїть у Райжяйській мечеті, є найстарішим взірцем мусульманського дерев’яного мистецтва в Литві. На ньому рукою татарського майстра зазначена дата – 1686 рік. Перед війною в околицях Райжяй проживало понад 120 татар.
Інтенсивним було громадське життя литовських татар у тимчасовій столиці Литви – Каунасі. На ділянці землі, до революції подарованої хаджі Олександром Ільясевичем, татарська громада вирішила побудувати кам’яну мечеть. Спочатку мечеть планувалося відкрити в 1930 р., але через нестачу коштів вона була відкрита 15 липня 1933 р. у день 523 річниці Грюнвальдської битви.
Уряд на чолі з таутінінкасом (народником) Аугустинасом Вольдемарасом оцінив заслуги татар перед литовською державою та виділив гроші, яких не вистачало для завершення будівництва мечеті. Мечеть діяла під час війни та перші повоєнні роки. Але в 1947 р. була закрита. Спочатку тут влаштували сховище фондів міського архіву, потім аматорський цирк, читальну залу, сховище фондів музею М.К. Чюрльоніса. Каунаську мечеть повернули громаді в 1989 р., і вона була знову відкрита для відвідувачів 5 липня 1991 р.
Говорячи про татарські поселення, не можна обійти село Сорок Татар під Вільнюсом, яке до наших днів зберегло специфічні риси старого татарського поселення: тут багато вуличок, доріжок, для яких характерні перетинання під прямим кутом. На думку литовського дослідника Ю. Юргініса, дана місцевість унікальна для Вільнюського краю. Науковець припускає, що планування села запозичено у мешканців степу.
Мечеть, що стоїть у селі, є однією з найдавніших у Литві. Рік заснування Сорок Татарської мечеті – 1558. За давньою традицією, у ній розвішувалися знамена татарських полків, що брали участь у численних війнах за польсько-литовську державу. В мечеті тривалий час зберігалося древко татарського знамені, під яким татари брали участь у повстанні Тадеуша Костюшко в 1794 р.
У селі Немежис, що також знаходиться поруч із Вільнюсом, колись розташовувался літня резиденція великого князя литовського Вітовта. Скромна мечеть цього села будувалася за кошти князів Кричинських, родинний некрополь яких розташований у старій частині цвинтаря села. На цьому цвинтарі похований відомий серед татар Олександр Ільясевич, який у 1913 р. здійснив паломництво до Мекки.
Найкращі представники татарської громади загинули під час Другої світової війни, були змушені емігрувати, побоюючись репресій з боку влади, або опинилися в депортації у віддалених куточках СРСР. Радянський час у Литві (1944-1990 рр.) приніс повний застій культурного та релігійного життя громади литовських татар.
Ще гірша ситуація склалася в радянській Білорусі, яка з 1922 р. була включена до складу Радянського Союзу. Закриті мечеті в Новогрудку, Довбуцишках, Ловчищах, Слонімі. В радянські часи в Білорусі діяла лише одна мечеть в Ів’є, де мешкала велика татарська громада.
Краще за все в повоєнні роки татарська громада почувала себе в Польщі. Там не було заборони на релігію, вільно діяли мусульманські релігійні громади в Крушиняхах і Бохониках, були створені нові в Варшаві та Гданську. В 1947 р. заснована вища мусульманська колегія – правонаступниця довоєнного муфтіята.
З 1979 р. у польському місті Сокулка татарський інтелектуал Мацей Конопацький почав проводити татарські «Орієнти». Це були науково-практичні конференції про славне минуле громади польських татар, які увійшли в традицію та перетворилися на масштабні заходи під назвою «Letnia akademia wiedzy o Tatarach» («Літні зустрічі знань про татар»).
У 1990 р. в Гданську побудована та відкрита нова кам’яна мечеть. Зусиллями польських науковців у Варшавському, Познанському, Торуньському, Гданському університетах провадилися наукові дослідження щодо історії литовсько-польських татар, вивчалися давні рукописи. В 1993 р. татарський учений Селім Хазбієвич поновив видання довоєнного «Татарського щорічника» під назвою «Rocznik Tatarów Polskich» («Щорічник польських татар»).
Сьогодні нащадки литовських татар живуть на території Білорусі (понад 10 тис.), Литви (бл. 4 тис.) та Польщі (понад 5 тис.). Розмовляють білоруською, російською, литовською та польською мовами. Більшість татар-липок мають польські та литовські прізвища.

## Релігія
Сповідують в основному іслам — сунізм. Також є частка католиків та православних.

## Мова

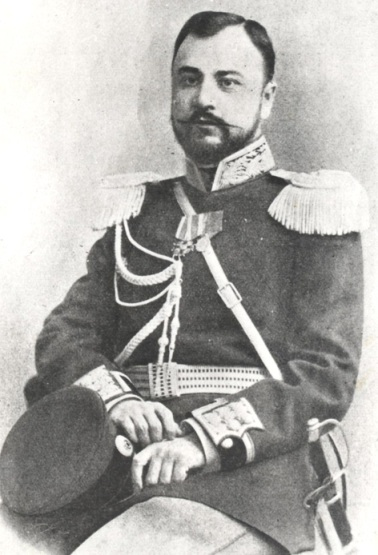
Сулькевич Сулейман Олександрович

Татари-липка збагатили культуру також цікавими й незвичайними літературними текстами. Їхня незвичайність полягає в тому, що вони написані слов'янськими мовами, проте арабською графікою. Арабська абетка використовувалася ними до 1930-х рр. Збереглися унікальні документи цього народу — рукописи Корану, переклади його смислів, молитовники та інші тексти релігійної традиції, що мають загальну назву — кетаби, вона походить від арабського слова «китаб» — книга. Мов цих кетабів було три: окрім канонічної для ісламу арабської, використовувалися також татарська та слов'янські (польська й білоруська), проте дві останні записувалися також арабською графікою. З українських теренів походить знайдений 1992 р. в Острозі арабський рукопис Корану.

Лінгвістичний розвиток цієї первинно тюркомовної спільноти пережив кілька етапів. У XVI-XVII ст. татари переходять з рідної мови на мови місцевого населення. Частина текстів кетабів була написана поліським діалектом — сумішшю білоруської та української мов. Волинські та польські татари перейшли переважно на польську, а білоруські — на білоруську мови. Один із документів з села Ювківці, датований 1804 р., містить кілька сур Корану, перекладених українською та записаних арабськими літерами.

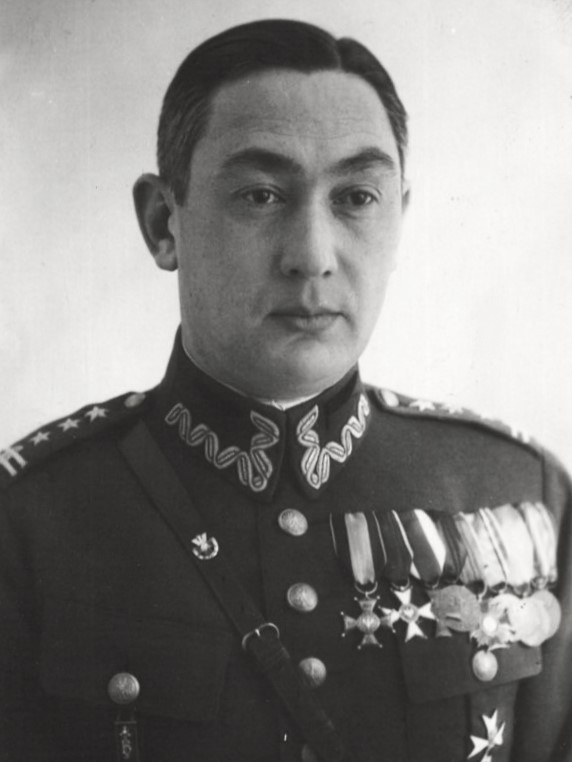
Леон Сулькевич

## Відомі нащадки татар-липків
- Агатангел Кримський — український науковець, сходознавець, один з організаторів Академії наук України.
- Михайло Туган-Барановський — український економіст та політичний діяч.
- Сулейман Сулькевич — прем'єр-міністр Кримського крайового уряду (1918).
- Олександр Єляшевич — майор Війська Польського, командир останнього татарсько-ісламського підрозділу польської армії.
- Лукаш Беганський – генерал-майор армії Варшавського Герцогства та Королівства Польського, один із командирів повстання Костюшка.
- Александер Романович — польський генерал Російської імператорської армії.
- Генрик Сенкевич — польський письменник, лауреат Нобелівської премії з літератури.
- Чарльз Бронсон — американський актор.
- Ґлен Пауелл — американський актор.
- Якуб Шинкевич — муфтій Польщі.
- Ольгерд Найман-Мірза-Кричинський — польський громадський і політичний діяч, учасник татарського національного руху.

## Галерея

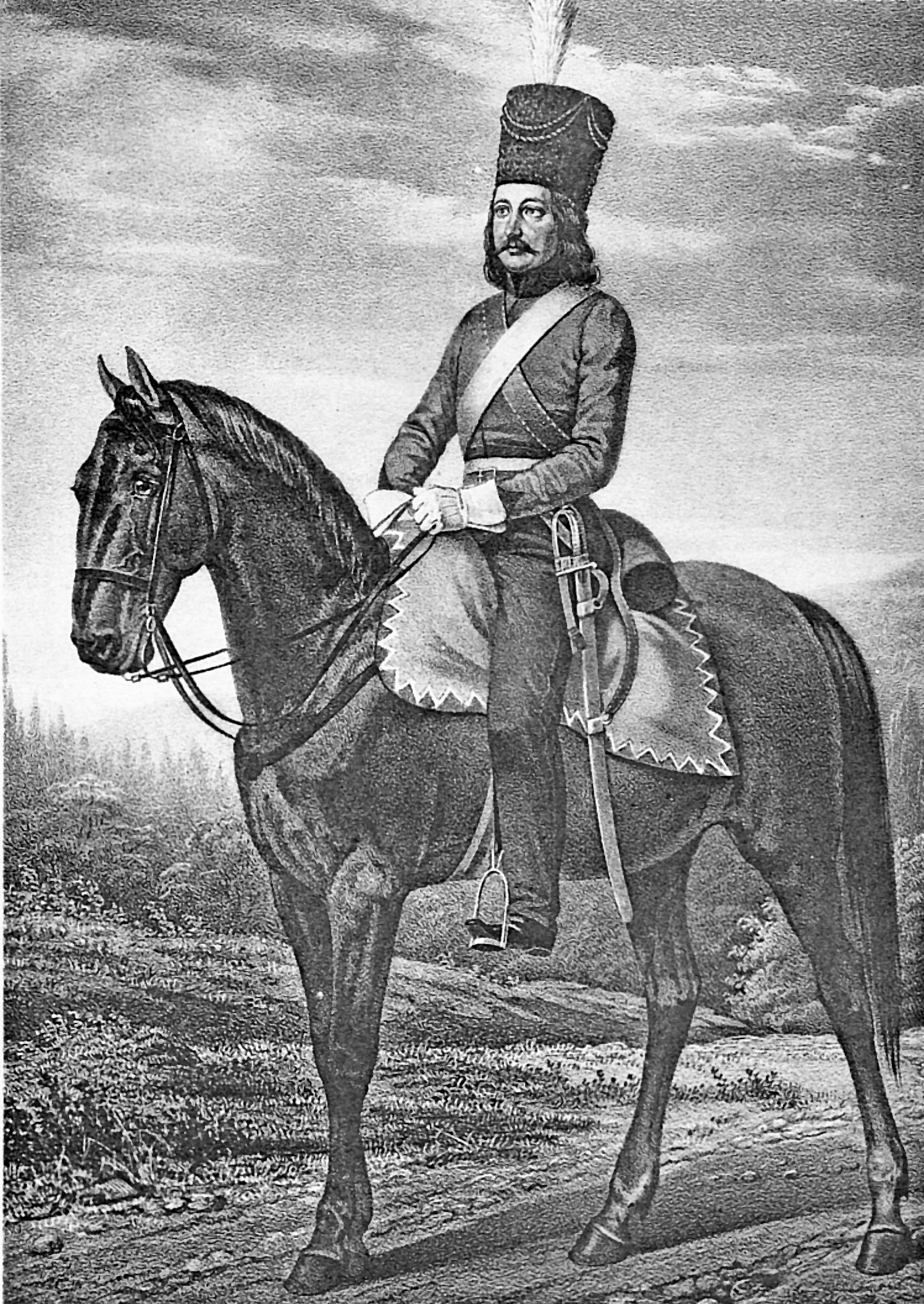
Шеренговий Литовсько-Татарського Кінного полку в 1797-1801
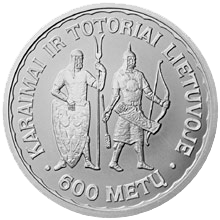
Ювілейна монета 50 літів на честь 600-річчя поселення татар і караїмів в Литві, випущена в 1997
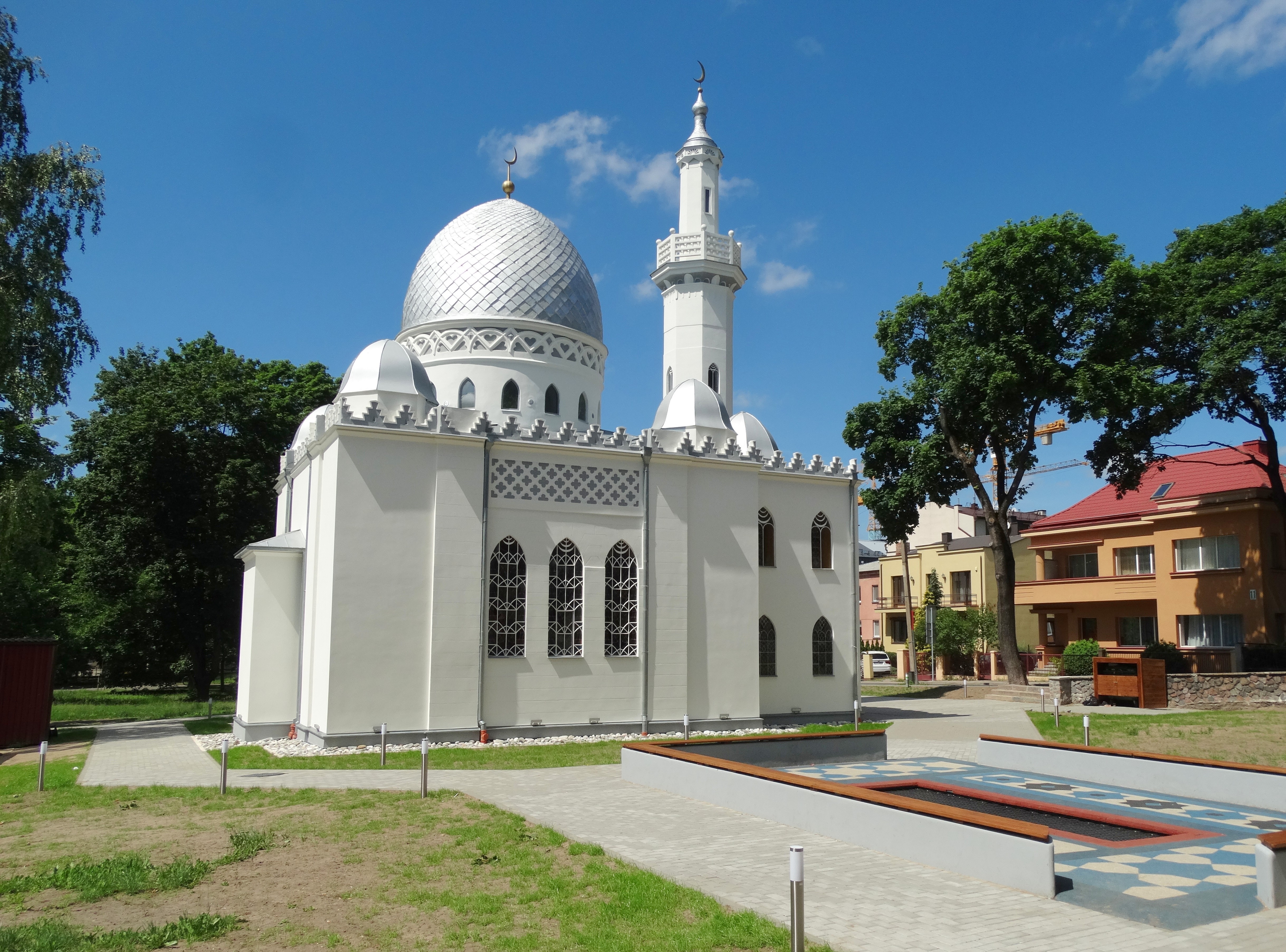
Мечеть Каунаса
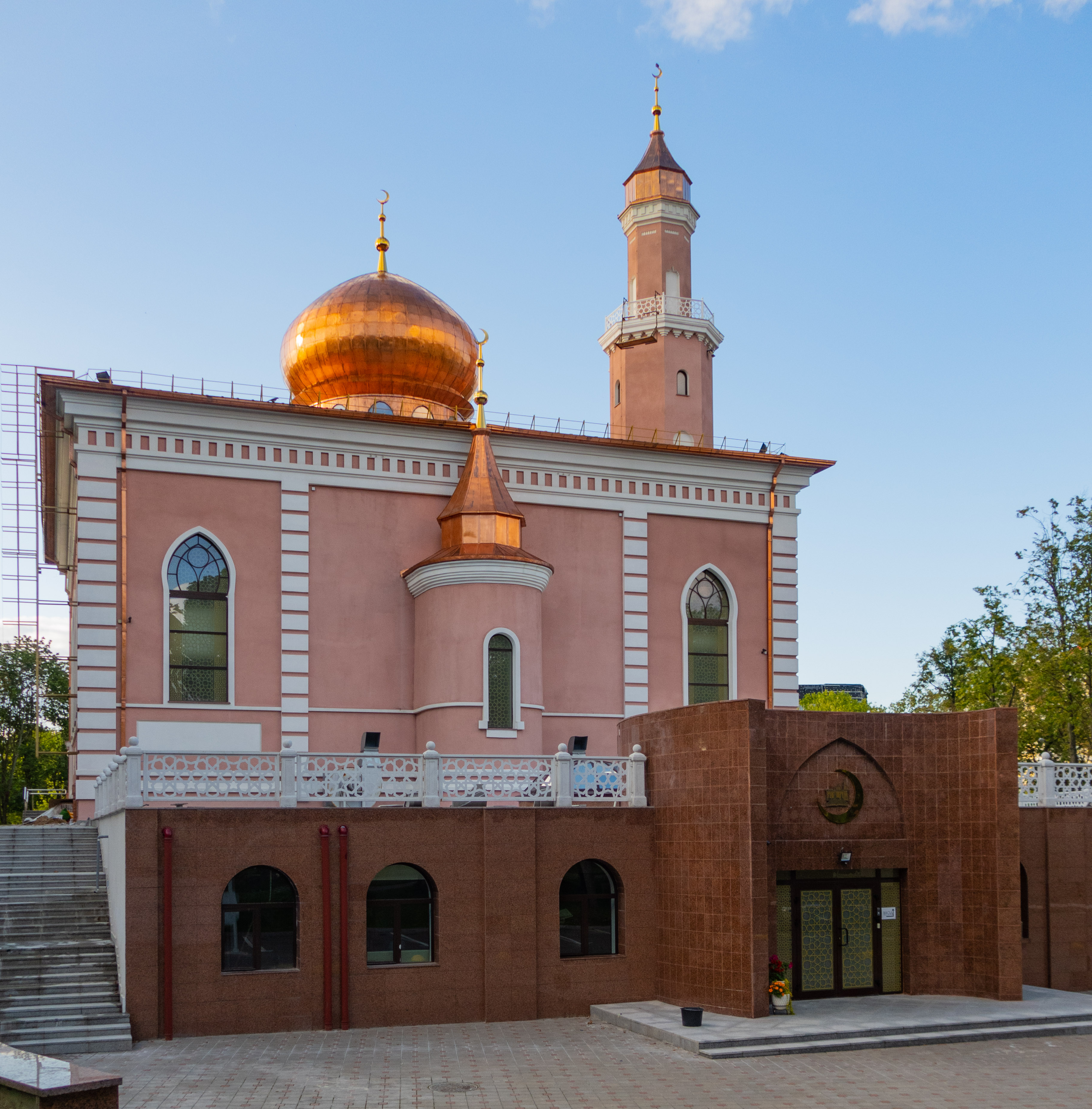
Мінська соборна мечеть
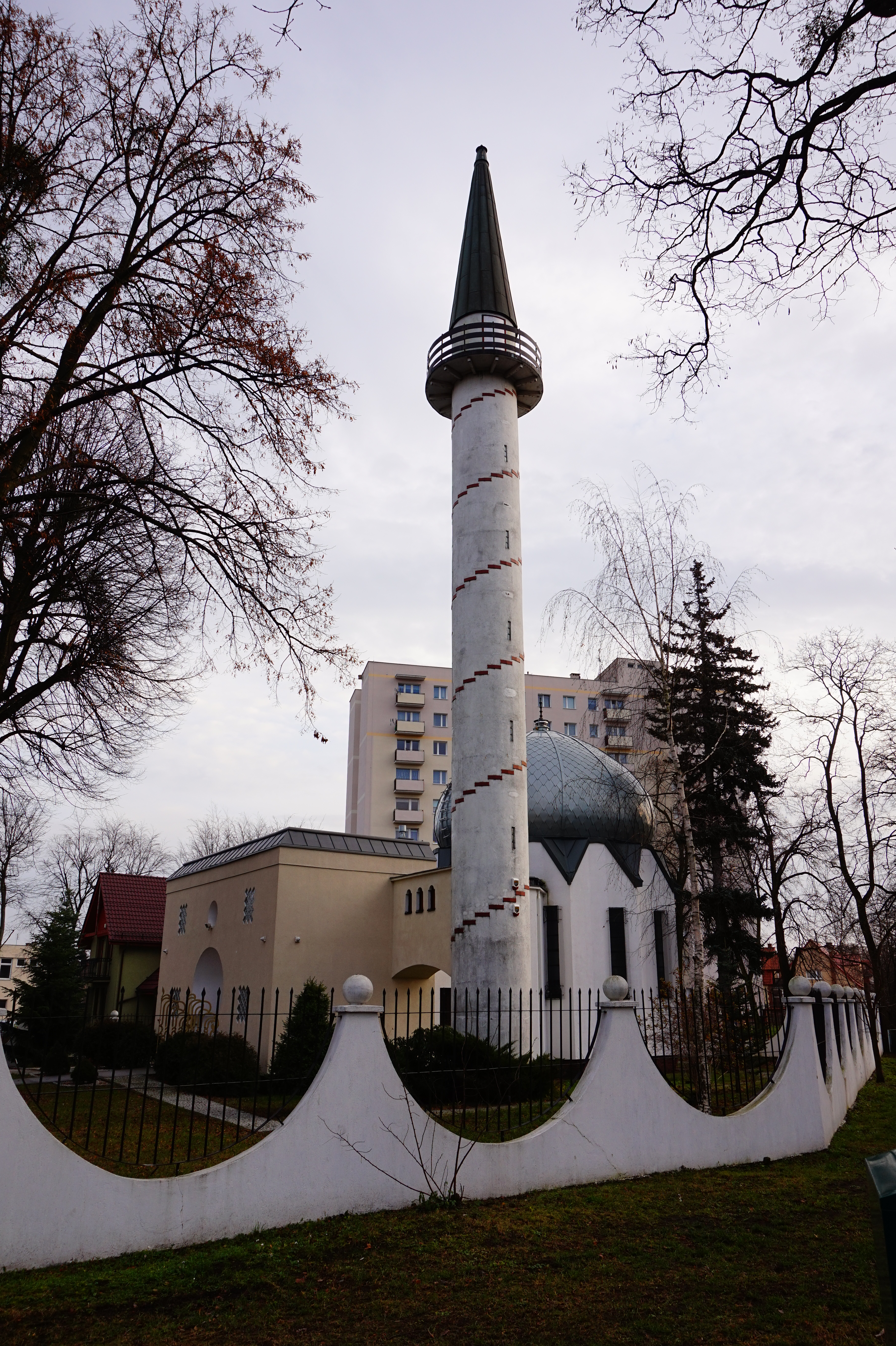
Гданська мечеть
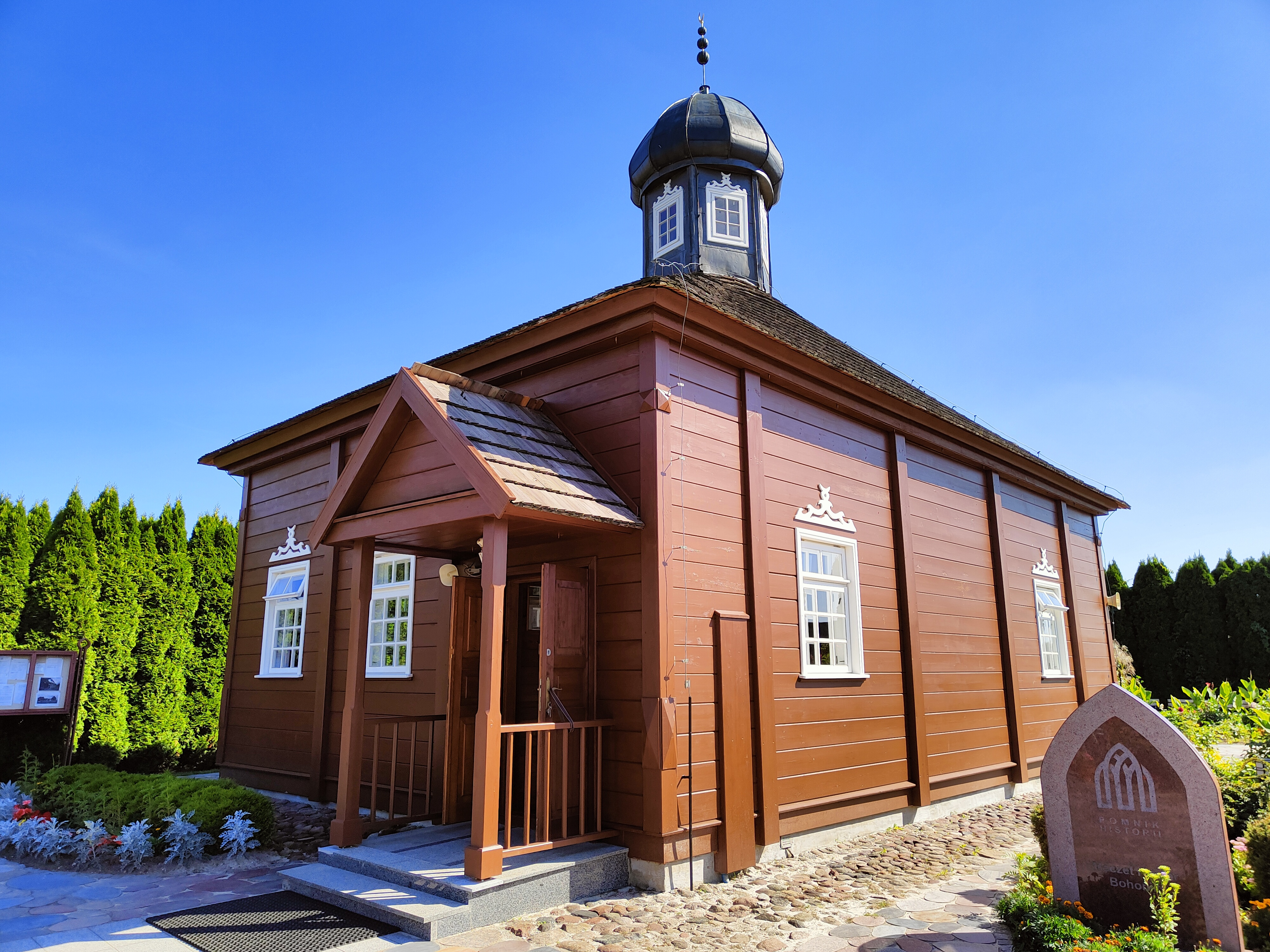
Мечеть у селі Богоники, Польща
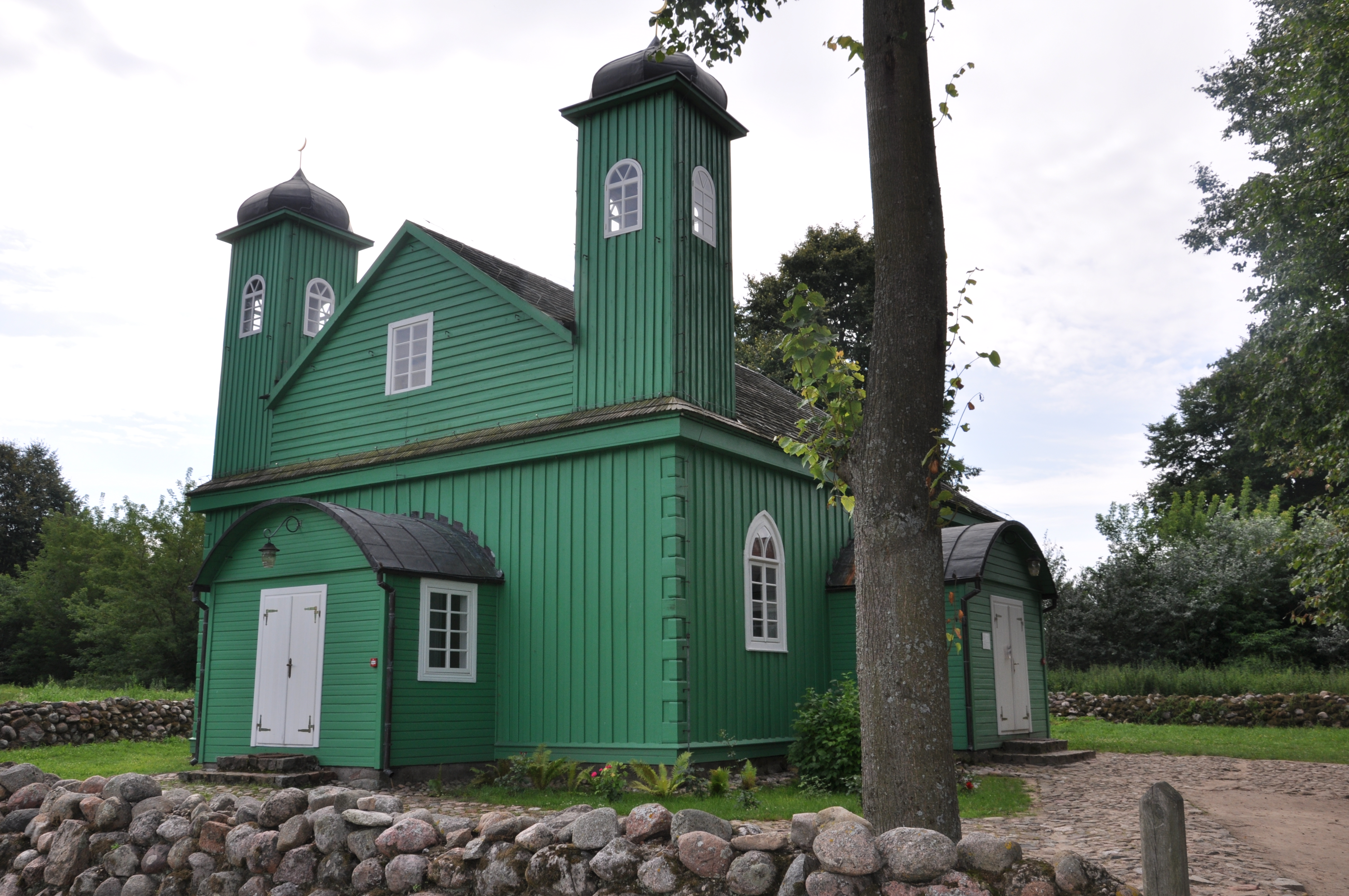
Мечеть у селі Крушиняни, Польща
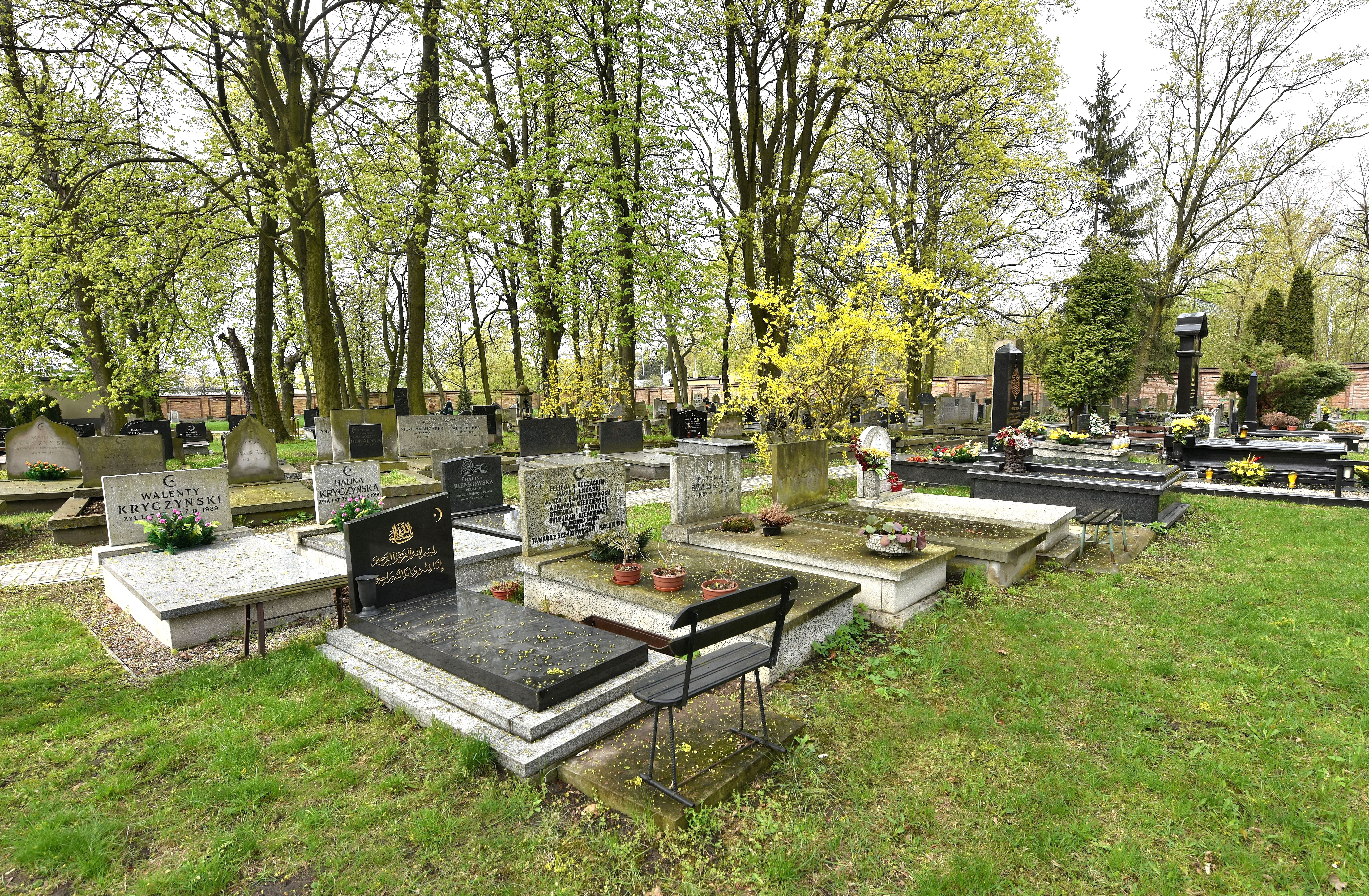
Мусульманське кладовище з похованнями польських татар у Варшаві
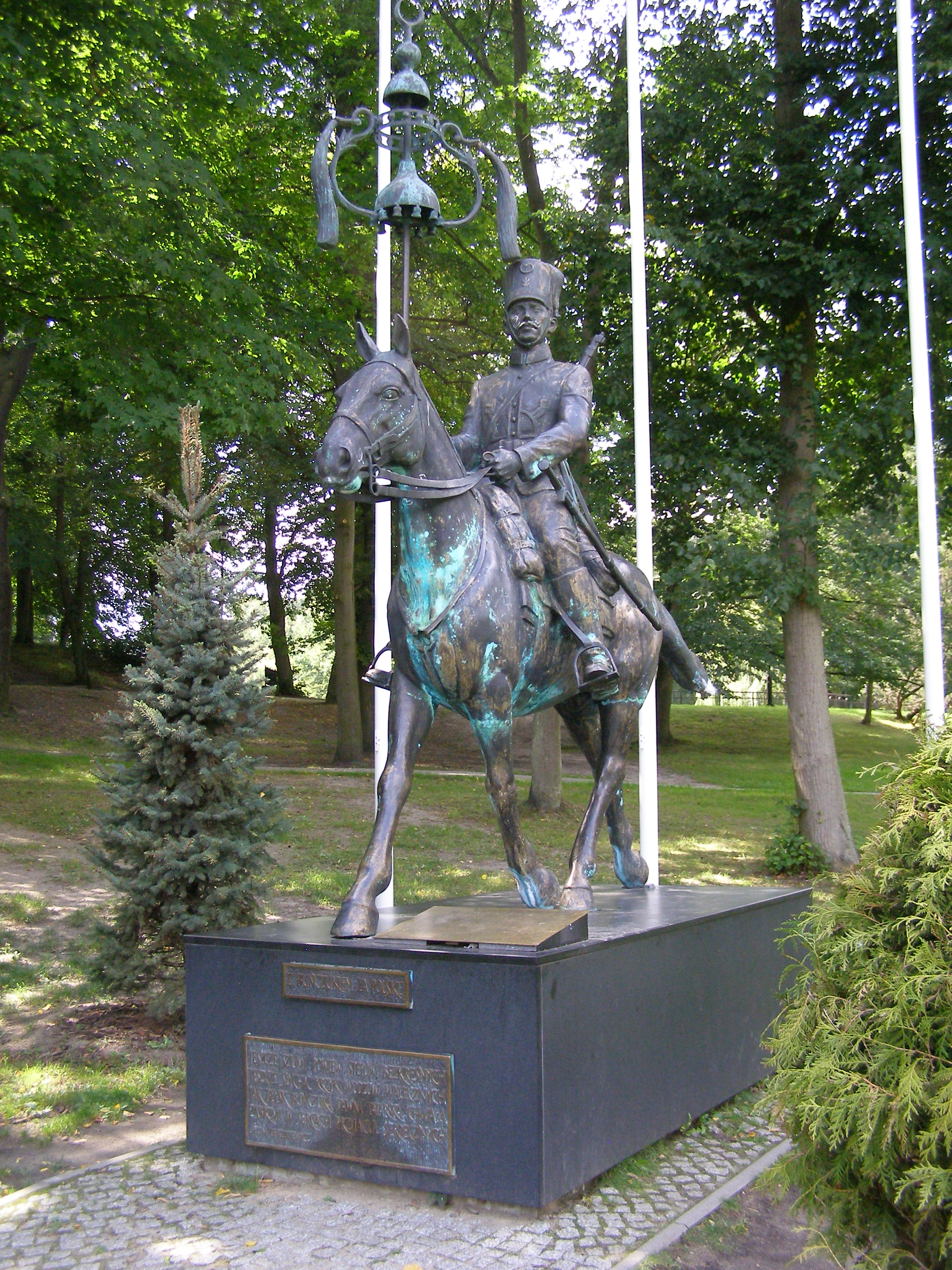
Пам'ятник татарському воїну у місті Гданськ